# Niva Olše - Věřňovice
Niva Olše - Věřňovice este o arie protejată (arie specială de conservare — SAC, sit de importanță comunitară — SCI) din Republica Cehă întinsă pe o suprafață de 540,49 ha, integral pe uscat.

## Localizare
Centrul sitului Niva Olše - Věřňovice este situat la coordonatele 49°55′20″N 18°26′41″E / 49.922222°N 18.444722°E.

## Înființare
Situl Niva Olše - Věřňovice a fost declarat sit de importanță comunitară în aprilie 2005 pentru a proteja 2 specii de animale. Situl a fost protejat și ca arie specială de conservare în iunie 2018.

## Biodiversitate
Situată în ecoregiunea continentală, aria protejată nu include niciun habitat protejat.
La baza desemnării sitului se află mai multe specii protejate:
- amfibieni (1): izvoraș-cu-burta-galbenă (Bombina variegata)
- nevertebrate (1): Osmoderma eremita